# Mao Hamana
Mao Hamana (japanisch 濱名 真央 Hamana Mao; * 8. September 2000 in der Präfektur Fukushima) ist ein japanischer Fußballspieler.

## Karriere
Mao Hamana erlernte das Fußballspielen in der Universitätsmannschaft der Matsumoto University in Matsumoto. Von März 2022 bis Saisonende 2022 ist er an den Matsumoto Yamaga FC ausgeliehen. Der Verein aus Matsumoto, einer Stadt in der Präfektur Nagano, spielt in der dritten japanischen Liga. Sein Drittligadebüt gab er am 3. April 2022 (4. Spieltag) im Auswärtsspiel gegen den SC Sagamihara. Hier wurde er in der 84. Minute für Yusuke Kikui eingewechselt. Yamaga gewann das Spiel 4:1. Für den Drittligisten bestritt er 2022 drei Drittligaspiele. Nach der Ausleihe wurde er am 1. Februar 2023 fest unter Vertrag genommen. Die Spielzeit 2024 wurde er an den Viertligisten Suzuka Point Getters ausgeliehen. Füer den Verein aus Suzuka bestritt er 19 Ligaspiele. Nach Vertragsende bei Matsumoto Yamaga wechselte er im Februar 2025 zum Viertligisten Iwate Grulla Morioka.